# Остра Ветере
О̀стра Вѐтере (на италиански: Ostra Vetere) е малко градче и община в Централна Италия, провинция Анкона, регион Марке. Разположено е на 250 m надморска височина. Населението на общината е 3485 души (към 2010 г.).
В общинската територия се намират останките на стария римски град Остра.